# أوليفييه ديمان
أوليفييه ديمان هو لاعب كرة قدم بلجيكي في مركز الوسط، ولد في 6 أبريل 2000 في Wilrijk ‏ في بلجيكا. لعب مع سيركل بروج.

## وصلات خارجية
- أوليفييه ديمان على موقع الاتحاد الأوربي (الإنجليزية)
- أوليفييه ديمان على موقع قاعدة بيانات كرة القدم.إي يو (الإنجليزية)
- أوليفييه ديمان على موقع Soccerway.com (الإنجليزية)
- أوليفييه ديمان على موقع عالم كرة القدم.نت (الإنجليزية)